# L'Enjeu (émission de télévision)
Pour les articles homonymes, voir L'Enjeu.
L'Enjeu est un magazine télévisé d'information économique français créé en 1978 par François de Closets, Emmanuel de La Taille et Alain Weiller diffusé sur TF1.

## Concept
Premier magazine économique télévisuel à destination du grand public, l'émission a pour objectif d'expliquer le fonctionnement de l'économie française de manière pratique et pédagogique en la présentant sous la forme d'un tableau de bord. Ses reportages sont consacrés aux entreprises et aux hommes qui ont rencontré le succès. Les numéros sont conçus selon l'évolution de la conjoncture économique et y décryptent ses différents aspects. À l'origine, L'Enjeu est un bimestriel, avant de devenir mensuel. Sa création est en partie due à l'impulsion du ministre de l'Économie de l'époque Raymond Barre. Selon un rapport de la Commission nationale de la communication et des libertés, il est le seul magazine d'actualité à avoir survécu au changement de gouvernement en 1981.
Créé à la fin de l'année 1978, le magazine s'arrête au bout de 10 ans d'existence après avoir fêté son 100e numéro le 13 juin 1988. Programmée en deuxième partie de soirée, l'émission est remplacée par l'hebdomadaire matinal Le club de l'enjeu, présenté par Alain Weiller et Emmanuel de La Taille. M6 reprendra dans le courant de l'année le même concept avec Capital.

## Audience
La part d'audience moyenne est de 8% au cours de l'année 1987, ce qui correspond environ à trois millions de téléspectateurs.

## Récompense
François de Closets reçoit le Sept d'or du meilleur journaliste en 1985 pour cette émission.